# Neophrontops
Neophrontops is een geslacht van uitgestorven gieren dat van het Mioceen tot in het Pleistoceen in Noord-Amerika leefde. Ze behoren tot de Gypaetinae. Neophrontops leek uiterlijk sterk op de hedendaagse aasgier.

## Soorten
Het geslacht Neophrontops omvat de volgende soorten:
- Neophrontops americanus (Miller, 1916): Californië (waaronder Rancho La Brea), New Mexico, Wyoming en Nuevo León, Pleistoceen (NALMA Rancholabrean)
- Neophrontops dakotensis (Compton, 1935): South Dakota en Oregon, Plioceen
- Neophrontops richardoensis (Rich, 1980): Californië, Midden-Mioceen (NALMA Clarendonian)
- Neophrontops slaughteri (Feduccia, 1974): Idaho en Florida, Plioceen-Pleistoceen (NALMA Blancan)
- Neophrontops vallecitoensis (Howard, 1963):  Palm Springs Formation in Californië, Pleistoceen (NALMA Laat-Blancan/Irvingtonian)
- Neophrontops vetustus (Wetmore, 1943): Sheep Creek Formation in Nebraska, Mioceen (NALMA Hemingfordian)